# Armènia Sofene
Armènia Sofene fou el nom donat a una regió de l'occident d'Armènia (al sud-oest). També va portar el nom un efímer regne client de Roma. Hi va haver dos principats armenis a la Sofene.

## Aclariment dels noms
El nom produeix confusions i cal distingir clarament els conceptes:
- Un regne dit Regne de Sofene o Regne d'Armènia Menor, estava centrat en aquesta regió però els seus límits són incerts i sens dubte s'estenien per altres territoris, va existir entre el segle iv aC i el 89 aC en que va passar a Armènia Major.
- Sofene era una regió de l'oest d'Armènia. El nom s'aplicava a la regió però sovint s'ha donat també a zones adjacents, especialment a l'Anzitene i l'Ingiltene. La regió de la Sofene estava dividida en:
  - Gran Sofene o Sofanene (Sofene Major), primer part del regne de Sofene fou almenys a partir del segle I aC un principat armeni
  - Petita Sofene (Sofene Menor), primer part del regne de Sofene fou almenys a partir del segle I aC un principat armeni
- Armènia Major o Gran Armènia, regne d'Armènia, el principal regne armeni (el concepte Gran Armènia, en diferent sentit, es va recuperar al final de la I Guerra Mundial, però no va arribar a ser realitat).
- Armènia Menor o Petita Armènia, regne d'Àsia Menor a la zona d'Erzurum, creat pels romans l'any 18 dC (de fet el 35 aC).
- Armènia Menor o Petita Armènia, distingit com a regne armeni de Cilícia, regne del temps de les Croades. No incloïa la Sofene
- Armènia Sofene, regne creat pels romans al segle i, amb les regions de Derzene, Keltzene, Acisilene, Khorzene, Daranaliq, Balabitene, Astianene, Sofene pròpia o Sofanene (Gran Sofene), Petita Sofene, Anzitene i Arzanene. La capital segons Estrabó era Carcathiocerta (Carcatiocerta), potser Heràpolis. Fou segregat del regne de Petita Armènia (del que formava una gran part) i concedit pels romans a l'àrab Sohemos l'any 54 i fins al 61. Va ser reincorporat al regne de l'Armènia Menor l'any 63.

## Història de la regió d'Armènia Sofene
A partir de la derrota de Tigranes el Gran davant de Pompeu Magne 66 aC, el territori de la Sofene serà segregat diverses vegades per Roma de la gran Armènia. Aquell mateix any fou donat al fill de Tigranes, anomenat Tigranes el Jove, del que després va passar a mans de Ariobarzanes I de Capadòcia.
L'emperador Hadrià vers el 117 va ajuntar el territori de la Sofene a una part de la Corduena i el va segregar d'Armènia per posar el territori sota jurisdicció del governador de Capadòcia. Però posteriorment aquests territoris van retornar a Armènia Major fins al tractat de Nisibis del 298 quan van passar, ara definitivament, a Roma.

### Marca Siriana
Consta en aquest any que la marca Assíria (com l'anomena erròniament Agathangelos), en realitat la marca Siriana, apareix dividida en quatre principats tots al sud del riu Arsànies, sent d'oest a est (entre l'Eufrates fins al Nimphius afluent del Tigris): Petita Sofene, Anzitene, Ingilena i la Gran Sofene o Sofanene. Petrus Patricius esmenta el traspàs a Roma de Ingilena i Sofene i a la rodalia Arzanene, Zabdicene i Corduene (Corduena), però Ammià Marcel·lí i afegeix "a la marca veïna" la adquisició de l'Arzanene, Moxoene, Zabdicene, Rehimene i Corduene (Corduena); sembla que Moxoene era una dependència de l'Arzanene i que el Rehimene depenia de Zabdicene. Petrus també hauria oblidat la Petita Sofene  i Anzitene; aquesta darrera era una dependència de la Ingilena mentre que la Petita Sofene segurament la va confondre amb la Sofanene. Els principats de Anzitene, Ingilena i la Gran Sofene o Sofanene eren governats per dinasties orontides derivades de branques de la dinastia reial de la Gran Armènia a les que s'haurien cedit feus a diversos llocs i la Petita Sofene per la dinastia Sahiana o Shahuni d'un origen diferent: el nom deriva del patronímic Šaḫ-uḫi, derivat d'un príncep hitita (o una dinastia hitita) que al segle viii aC regnava en aquesta zona (la part occidental de Sofene -aleshores regne de Supa- i a Melitene); encara que els Shahuni presumien del seu origen hitita és possible que la dinastia fos també realment oròntida com les altres i rebés el nom del territori, el qual si que realment conservaria el nom de la dinastia hitita. Fins i tot Markwart proposa que Sofene Shahiana equivaldria a Sofene Reial, el que donaria més força a un origen oròntida dels prínceps.

### Ingilena
La fortalesa capçalera de l'Ingilena era Anggh, que era la capital de la Marca Siriana; es va originar a la hitita Ingalawa i fou considerada una ciutat sagrada pels oròntides d'Armènia que li van donar el nom de Carcathiocerta, dins del Regne de l'Armènia Sofene; les fonts armènies la consideren una fortalesa reial en territori dels prínceps vassalls; a la fortalesa es guardava el tresor reial i les tombes dels antics reis orontides i era coneguda com el Ostan. Un altre important castell reial en territori feudal d'un príncep fou Bnabel, a la Sofanene o Gran Sofene ; aquests dos castells i d'altres estaven a càrrec del gran camarlenc d'Armènia, que exercia per l'administració com a ostikan sense perdre el seu propi càrrec. Ingilena era el principat més important dels quatre de la zona.

### Diversos prínceps
Khosrow II d'Armènia (finals del segle III) va enviar contra el vitaxe d'Arzanene a Mar, príncep de la Gran Sofene i a Nerseh, príncep de la Sofene Sahiana. Encara que el 298, a la Pau de Nisibis, la Marca Siriana va caure en mans de l'Imperi Romà, els quatre prínceps que hi havia allí van continuar participant en la vida de la Gran Armènia. Els documents del cicle gregorià esmenten els prínceps d'Ingilena i d'Anzitene i al príncep de Sofene en el seguici de Tiridates III el Gran (288-297); Faust esmenta el paper dins la política armènia en el regnat de Tiridates el Gran i els seus tres immediats successors pels prínceps de la Gran i la Petita Sofene i el d'Anzitene; l'obra grega sobre Sant Gregori mostra Ingilena i Anzitene sota un sol príncep; Agathangelos sobre el mateix, esmenta només al príncep d'Ingilena i Faust només al príncep d'Anzitene, el que indicaria que els dos principats estaven aleshores governats per un únic príncep que portava els dos títols. Després del tractat del 298 la continuïtat dels llaços d'aquest principats sota sobirania romana mostraria les bones relacions entre Roma i Armènia amb continuïtat des dels temps de Tiridates el Gran; però la connexió d'aquests prínceps amb la corona armènia es va trencar després del tractat del 363; després de la victòria de Valent el 371, Faust esmenta que es va intentar restaurar la sobirania armènia sobre aquests territoris, però finalment el 377, amb la partició establerta al tractat d'Acisilene, aquestes regions van quedar totalment separades d'Armènia. El 451 la rebel·lió nacional armènia va cridar en ajut als prínceps armenis d'Ingilena i Sofene i al seu sobirà l'emperador, així com a altres prínceps separats d'Armènia, però la revolta fou aplanada.
A la pujada al tron d'Armènia de Tigranes VII (349) el príncep de la Gran Sofene tenia el nom de Zareh; en aquest moment s'esmenten també al gran senescal d'Armènia, a Valarš, príncep d'Anzitene i a Varaz Sahuni, príncep de Sofene. Després Daniel, príncep de la Gran Sofene, va acompanyar a Narses a Cesarea; el 363 consta que van abandonar al rei Àrsaces II el príncep d'Anzitene, Sajmut i el príncep de la Gran Sofene, que no s'esmenta pel nom; l'ofici de senescal (hazarapet), va passar poc després a la casa oròntida dels Gnuní.

### Ciutats federades
Las cases de prínceps de les dues Sofene, Anzitene i Ingilena (la marca Siriana) van continuar governant sota l'Imperi Romà com a "civitates foederatae" és a dir estats sobirans plenament però sota la sobirania de l'emperador amb completa autonomia sota protecció romana; els prínceps tenien l'estatus de reis menors i consta la regalia que rebien dels seus sobirans imperials. Vers el 377/378, o possiblement el 387 (després del tractat d'Acisilene de partició d'Armènia), dues dinasties més de la zona (que regnaven al nord de la vall de l'Arsànies) es van incorporar a les de la Sofene o Marca Siriana: l'Asthianene, terres que eren el patrimoni dels segons fills arsàcides i, per tant, la dinastia regnant era sens dubte d'origen arsàcida encara que havien agafat ara el cognom de Kaminakan; i la de la Balabitene o Belabitine (armeni Balahovit) dinastia territorialitzada de les restes del poble pala o bala conegut des dels temps dels hitites. Un decret imperial de 387, dirigit a Gaddana, Príncep (sàtrapa segons els romans) de la Gran Sofene o Sofanene, va subratllar la naturalesa voluntària de l'aurum coronarium que es preveia com a pagament pels prínceps transeufratesians com a civitates foederatae, situació que anys després canviarà.

### Anzitene
A la meitat del segle v l'Anzitene ja sembla que formava una seu episcopal separada i de fet sempre fou ètnicament diferent de les regions veïnes. Sembla que en aquest temps seguia formant una unitat amb la Ingilena sota un sol príncep. Això estaria confirmat pel fet que Procopi parla de la Pentarquia armènia Trans Euphratensis, de cinc principats i no sis i que Justinià I també es refereix a les dues com una sola. Aquesta Pentarquia apareix anomenada com a Altre Armènia i als documents oficials imperials els principats són designats com a satrapies o "gentes" (gentils). La pentarquia no va tenir una durada massa llarga: com a càstig per la seva participació en la revolta de Il·los (484-488) els pentarques van veure retallats els seus poders (excepte el de la Babiletene, que era el menys important i que no hauria participat en la revolta) per ordre de l'emperador Zenó el 488, limitant la successió hereditària que es seguia fins aleshores i sembla que l'emperador va tractar de convertir els prínceps en simples oficials imperials i els principats en civitates stipendiariae. Un successor de Gaddana, Teodor de la Gran Sofene, segons informa Procopi, va reunir, juntament amb el poble de Martiròpolis, el 502, els impostos públics de dos anys; excepte si es considera una interpretació del pagament de l'aurum coronarium, implica una reducció de les llibertats de l'estat; aquesta reducció va suposar l'abolició d'una de les immunitats que van gaudir aquests prínceps vassalls: la fiscalitat imperial.

### Final de la Pentarquia
El final de la Pentarquia va arribar amb Justinià I, no com un decret únic sinó mitjançant algunes disposicions que ho van fer possible. Primer el 528 es va crear el nou càrrec de magister militum per Armeniam et Pontum Polemoniacum et gentes, resident a Teodosiòpolis, que tenia la direcció dels exèrcits imperials estacionats al tres territoris el darrer dels quals (gentes) incloïa, com el mateix emperador especifica, els sis principats transeufratensics. Sota el Magister Militum hi havia els duces, especialment els dos duces in gentes, un com a comandant de les forces imperials a Citharizon a l'Astianene i l'altre a Martiròpolis a Gran Sofene o Sofanene. Aquesta promulgació va anul·lar almenys dos dels privilegis principals: la immunitat de mantenir guarnicions imperials i el dret a mantenir les pròpies forces armades. Després la ordre del 18 de març de 536, preocupada per la reorganització administrativa dels territoris armenis en l'Imperi, va anunciar, entre altres coses, la transformació dels gentes en una nova província, la quarta Armènia (Armènia IV), que substituïa les cinc terres transefratensiques que havien estat fins ara satrapies i que ara serien administrades per un consular que residiria a la metròpoli d'aquesta nova província, Martiròpolis. Això anunciava la imminent despossessió dels Pentarques, l'abolició dels seus drets sobirans i el final de la Pentarquia. Després d'haver destruït el poder polític dels prínceps armenis sota els seus auspicis, Justinià va procedir a atacar la seva posició, l'única posició que els deixava la seva "mediatització", com a titulars de dominis privats. Per Edicte de 23 de juliol de 535, ordre de 18 de març de 536 i ordre del 543, va proclamar l'abrogació del sistema armeni tradicional de successió agnàtica i constitucionalment reconeguda i, en canvi, va imposar als seus assumptes armenis el sistema de cognició de l'herència. Això va obligar a trencar les grans propietats genèriques dels prínceps "mediatitzats" i, per tant, debilitar els prínceps dinàstics. Per tant, aixafat sota el pes de l' "amistat" romana, els Pentarques van desaparèixer de la història. La llei sobre la reorganització administrativa d'Armènia, del 18 de març de 536, parla del govern pentarcal com a cosa del passat i, de fet, del primer atac a la propietat privada dels prínceps, que només podria seguir la pèrdua per ells del seu poder públic, es va produir el 535. El final de la Pentarquia ha de quedar entre 528 i 535; i molt probablement estaria en relació amb el final de la Primera Guerra Persa, el 532, quan les mans de Justinià van quedar lliures d'imposar la seva voluntat sobre les poblacions de la frontera oriental de l'Imperi. Almenys, l'ambaixada enviada el 539 per part dels prínceps armenis al Gran Rei persa va afirmar que l'Emperador va començar a interrompre els seus drets amb la conclusió de la "Pau Eterna". Però l'ambaixada en qüestió provenia dels prínceps de l'Armènia interior i no de les terres transefratensiques, però, com s'ha vist, totes les disposicions de Justinià sobre Armènia es van tractar alhora en les dues regions armènies.

### El Vitaxat
Les fonts existents no indiquen explícitament qui va ser investit, mentre existia la Marca Siriana dins de la monarquia armènia, amb el càrrec de vitaxe d'aquesta marca. El text de Pere el Patrici sobre l'adquisició d'aquesta marca per Roma el 298 indica que Sofene depenia d'Ingilena, o, almenys que aquest últim era l'estat capdavanter. I això pot suggerir que fos el príncep d'Ingilena i Anzitene qui, almenys fins al 298, va exercir com a vitaxe. El seu control de dos estats proporcionaria una explicació fàcil de la seva preeminència. D'altra banda, el gran camarlenc d'Armènia (Hayr T'agawori), que controlava en la seva qualitat de ostikan (guardià del tresor) els punts forts més importants de la marca, incloent el que havia estat la capital del regne de Sofene, sembla haver estat, almenys després del 298, el virrei natural de la regió.
Després d'aquesta data, les fortaleses d'Anggh i Bnabel semblen haver escapat del control romà i es van quedar amb el rei d'Armènia; això, almenys, és el que queda clar del text de Faust de Bizanci. Molt possiblement, el control romà només es referia al territori del principat i el modus vivendi establert entre armenis i romans exceptuava les fortaleses reials. En aquest cas, el que quedava de la marca siriana després del 298 va haver d'estar completament sota l'autoritat de l'ostikan. En conseqüència, tret que se suposi que la investidura del príncep d'Ingilena amb el virregnat/marcgraviat sirià no està prou indicada i que, per tant, sempre, per por de les branques Oròntides que sobrevivien al seu territori, va estar en mans de funcionaris designats.
L'any de la Pau de Nisibis (298) ha de ser considerat com el final de la connexió del gran camarlenc amb aquest marcgraviat; el príncep d'Ingilena i Anzitene no podia, després d'aquesta data, com a vassall romà, complir amb les funcions que implicava el càrrec de gran camarlenc. A Agathangelos el príncep d'Ingilena i el Vitaxe de la marca siriana són citats per separat com dues persones diferents. El fet que el Vitaxe no torni a ser mai més esmentat després d'Agathangelos, ni se'n parli en els primers escrits històrics sobre Armènia s'explicaria per la suposició que els canvis de 298 van reduir el territori sota la seva jurisdicció a alguns pocs castells reials i que, com a conseqüència el càrrec va perdre la seva importància original i les seves funcions van ser finalment absorbides per l'ostikan, car aquest precisament hauria adquirit el control d'aquests castells.
En tot cas el càrrec de Gran Camerlenc o Hayr T'agawori, junt al d'ostikan i al de Mardpet s'haurien d'allunyar del que quedava de la posició del vitaxe sirià. La historiografia moderna ha mostrat una tendència a confondre els prínceps d'Ingilena i els grans camarlencs; aquesta confusió es deu a dos fets: primer, el fet que els grans camarlencs ocupessin el càrrec d'ostikan d'Anggh, la fortalesa principal d'Ingilena i, en segon lloc, el fet que un dels titulars d'aquests càrrecs, Drastamat, gran camarlenc d'Armènia sota Tiran o Tigranes VII (339/342-350) i Àrsaces II (350-367), va rebre el títol de príncep d'Ingilena.
Com que els prínceps d'Ingilena i Anzitene van continuar existint sota la sobirania romana, fins al segle vi, la designació de Drastamat com a Príncep d'Ingilena només es pot considerar un títol purament nominal, és a dir amb el principat d'Ingilena ara fora de l'òrbita de la corona d'Armènia, aquesta hauria optat per considerar la regió del castell d'Anggh, que la corona encara controlava, com si fos aquest principat; i al ostikan d'aquest castell com a príncep d'aquesta regió, a més a més del seu tradicional domini del Mardpet-dom. Es podria haver evitat la confusió si s'hagués considerat aquesta possibilitat: un paral·lelisme entre ambdues autoritats a Ingilena. En conseqüència, l'existència del príncep d'Ingilena (Angel-tun) no entra en conflicte amb el d'un palatí (ostikan) de la seva fortalesa principal (Anggh) que també podia ser marcgravi de Síria/Sofene com a gran camarlenc d'Armènia.
Això hauria passat en el cas de Drastamat. El ostikan Drastamat va rebre el títol quasi nominal de príncep d'Ingilena. Faust també diu en aquest text que Drastamat va gaudir del rang més alt a la cort i això seria perquè tal com diu el mateix Faust el príncep d'Ingilena i Anzitene tenia el primer lloc, per sobre, entre d'altres, del mardpet; aquesta investidura de la titularitat del principat d'Ingilena hauria d'haver estat, a diferència de la investidura del Mardpet-dom, una cosa aïllada i especifica per la persona de Drastamat. Podem suposar que això va tenir lloc el 363 o poc després, amb posterioritat a la defecció (esmentada per Faust) de Salamut d'Anzitene (i d'Ingilena) i del príncep de Gran Sofene i de l'existència de qualsevol vestigi de sobirania de la monarquia armènia, però abans de la captura i empresonament d'Arsaces o Àrsaces II pel Gran Rei persa, cosa també relacionada per Faust, que es va produir poc després. Cal notar que els dos prínceps eren just aquells en el territori dels quals es trobaven els dos grans castells reials que estaven governats pel gran camarlenc com ostikan (guardià del tresor). Aquesta defecció, en conseqüència, afectava la seguretat d'aquestes dues importants fortaleses i estaria al darrere de l'intent reial de crear al voltant del més important dels dos castells, el d'Anggh, i fora del territori del seu palatinat, una espècie de contra-principat. La caiguda d'Arsaces o Àrsaces II i de Drastamat haurien acabat amb aquesta duplicitat.